# Bhuppae Sunniwat
Bhuppae Sunniwat (taj. บุพเพสันนิวาส) – tajski serial telewizyjny emitowany od 21 lutego do 11 kwietnia 2018 przez stację Channel 3.

## Obsada
- Ranee Campen jako Ketsurang/Karaket
- Thanawat Wattanaputi jako Det
- Louis Scott jako Constantine Phaulkon
- Susira Nanna jako Maria Guyomar de Pinha
- Parama Imanothai jako Rueang/Rueangrit